# Néstor Gorosito
Néstor Raúl Gorosito (ur. 14 maja 1964 w San Fernando) – argentyński piłkarz i trener, grający podczas kariery na pozycji pomocnika.

## Kariera klubowa
Néstor Gorosito rozpoczął karierę w drugoligowym River Plate w 1982. W argentyńskiej ekstraklasie zadebiutował 10 lipca 1983 w przegranym 0-3 meczu z Uniónem Santa Fe. Z River Plate zdobył mistrzostwo Argentyny w 1986, a na arenie międzynarodowej Copa Libertadores 1986 (Gorosito nie wystąpił w spotkaniach finałowych z kolumbijską Américą Cali, ale zdobył bramkę w drugiej fazie grupowej w meczu z Barceloną). W trakcie sezonu 1988/89 przeszedł do San Lorenzo de Almagro. W barwach San Lorenzo strzelając 22 bramek (1 jeszcze w River) Gorosito został królem strzelców w sezonie 1988/89.
Pod koniec 1989 przeszedł do austriackiego klubu FC Swarovski Tirol. Z Tirolem, którego trenerem był słynny Ernst Happel dwukrotnie zdobył mistrzostwo Austrii w 1990 i 1991. Na przełomie 1991 i 1992 powrócił do San Lorenzo. Na początku 1994 został zawodnikiem chilijskiego klubu CD Universidad Católica. Z Universidad Católica zdobył Copa Interamericana w 1994. W 1996 krótko występował w Japonii w Yokohama Marinos, po czym wrócił do San Lorenzo. Ogółem w latach 1983–1999 w lidze argentyńskiej Gorosito rozegrał 318 meczów, w których strzelił 73 bramki. Przygodę z futbolem zakończył Universidad Católica w 2000.
| Sezon   | Klub                   | Kraj      | Rozgrywki        | Mecze | Bramki |
| ------- | ---------------------- | --------- | ---------------- | ----- | ------ |
| 1983    | River Plate            | Argentyna | Primera División | 7     | 0      |
| 1984    | River Plate            | Argentyna | Primera División | 9     | 0      |
| 1985    | River Plate            | Argentyna | Primera División | 10    | 0      |
| 1985/86 | River Plate            | Argentyna | Primera División | 31    | 2      |
| 1986/87 | River Plate            | Argentyna | Primera División | 32    | 5      |
| 1987/88 | River Plate            | Argentyna | Primera División | 16    | 0      |
| 1988/89 | River Plate            | Argentyna | Primera División | 4     | 1      |
| 1988/89 | San Lorenzo de Almagro | Argentyna | Primera División | 37    | 21     |
| 1989/90 | San Lorenzo de Almagro | Argentyna | Primera División | 6     | 4      |
| 1989/90 | FC Swarovski Tirol     | Austria   | 1. Division      | 26    | 11     |
| 1990/91 | FC Swarovski Tirol     | Austria   | 1. Division      | 30    | 5      |
| 1991/92 | FC Swarovski Tirol     | Austria   | 1. Division      | 0     | 0      |
| 1991/92 | San Lorenzo de Almagro | Argentyna | Primera División | 14    | 1      |
| 1992/93 | San Lorenzo de Almagro | Argentyna | Primera División | 34    | 6      |
| 1993/94 | San Lorenzo de Almagro | Argentyna | Primera División | 19    | 4      |
| 1994    | Universidad Católica   | Chile     | Primera División | 30    | 7      |
| 1995    | Universidad Católica   | Chile     | Primera División | 28    | 5      |
| 1996    | Yokohama Marinos       | Japonia   | J.League         | 6     | 3      |
| 1996/97 | San Lorenzo de Almagro | Argentyna | Primera División | 31    | 7      |
| 1997/98 | San Lorenzo de Almagro | Argentyna | Primera División | 36    | 8      |
| 1998/99 | San Lorenzo de Almagro | Argentyna | Primera División | 32    | 14     |
| 1999    | Universidad Católica   | Chile     | Primera División | 29    | 1      |
| 2000    | Universidad Católica   | Chile     | Primera División | 10    | 0      |

## Kariera reprezentacyjna
W reprezentacji Argentyny Gorosito zadebiutował 1989. W tym samym roku wystąpił w turnieju Copa América. Na turnieju w Brazylii Gorosito wystąpił w dwóch meczach z Boliwią i Urugwajem. W 1993 po raz drugi wystąpił w Copa América, który to turniej Argentyna wygrała. Na turnieju w Ekwadorze wystąpił we wszystkich sześciu meczach z Boliwią, Kolumbią, Meksykiem, Brazylią, ponownie z Kolumbią i Meksykiem w finale. Ostatni raz w reprezentacji Franco wystąpił 2 kwietnia 1997 w przegranym 1-2 meczu eliminacji Mistrzostw Świata 1998 z Boliwią. Ogółem w barwach albicelestes wystąpił w 19 meczach, w których zdobył bramekę zdobytą w swoim ostatnim występie w reprezentacji.

## Kariera trenerska
Zaraz po zakończeniu kariery piłkarskiej Franco został trenerem. Do tej pory trenował: Nueva Chicago Buenos Aires, San Lorenzo, Lanús, Rosario Central, Argentinos Juniors Buenos Aires, River Plate czy hiszpański Xerez CD.